# Batalla de Chambretaud
La batalla de Chambretaud va tenir lloc durant la guerra de Vendée el 18 de novembre de 1799 a Chambretaud.

## La batalla
El 18 de novembre, l'Exèrcit del Centre comandat per Roch-Sylvestre Grignon de Pouzauges va ser atacat per sorpresa pels republicans. Els Vendéans van obrir foc però els republicans, gairebé sense respondre, van llançar una càrrega de baioneta que va derrotar les forces de la Vendée. Aquests van deixar 80 morts o ferits a terra, entre ells el marquès Grignon de Pouzauges, ferit de mort.
L'exèrcit del Centre queda així fora de combat. El 18 de gener de 1800, Sapinaud, que va prendre el comandament de l'Exèrcit Central, va signar la pau amb la República.